# Franz Platko
Ferenc Plattkó, znany też pod imionami František i Francisco (ur. 2 grudnia 1898 w Budapeszcie jako Franz Platkó Kopiletz, zm. 1 września 1983 w Santiago) – węgierski piłkarz, trener.

## Kariera zawodnicza
Zawodnik rozpoczął profesjonalną karierę w 1917 r. w barwach węgierskiej Vasas SC. Tego samego roku zadebiutował w reprezentacji Węgier w wygranym meczu z Austrią (4-1). Platko, po dwóch latach gry w Vasas SC, przeniósł się do Wiener AF. W następnym sezonie ponownie reprezentował barwy Vasas SC. W sezonie 1921–1922 piłkarz był graczem ówczesnego mistrza kraju - MTK Budapeszt. Klub w tym sezonie obronił mistrzowski tytuł, a dla Plattkó było to pierwsze w karierze trofeum.
11 marca 1923 Platko zakończył karierę reprezentacyjną (6 spotkań). Wkrótce Plattkó podpisał kontrakt z FC Barceloną i 27 maja 1923 zadebiutował w jej barwach w zwycięskim meczu 5-0 z Bischop Auckland.
15 i 16 września 1923 FC Barcelona zmierzyła się z polskim klubem Cracovia. W obu meczach katalońskiej bramki strzegł Plattkó. W pierwszym starciu padł remis 1-1. W drugim górą byli piłkarze Blaugrany: 7-1.
Sezon 1924/25 dla Plattkó był jednym z najlepszych w karierze. W 15 rozegranych spotkaniach stracił tylko 11 bramek. W tym sezonie Plattkó zdobył także kolejne trofeum - FC Barcelona triumfowała w rozgrywkach Copa del Rey.
Kolejny sezon był bardzo podobny. Między słupkami bramki Blaugrany znowu stał Platko. W Pucharze Króla „Duma Katalonii” nie dała szans Levante i Zaragozie. Kolejna przeszkoda także zostaje niemal zmieciona. Real Madryt przegrał pierwszy mecz, w Barcelonie 5-1. W rewanżu Los Merengues prezentowali się już lepiej i przegrywali 3-0. Czas na kolejnego przeciwnika – Real Unión Club Irun. I oni nie byli w stanie sprostać Azulgranie, która doszła w ten sposób do finału. O zwycięstwo nie było tym razem tak łatwo. Przeciwnik – Atletico Madryt, przed rokiem sprawił Blaugrany bardzo wiele trudności, należało się więc go poważnie obawiać. I słusznie, bowiem zawodnicy Rojiblancos dwukrotnie pokonali Platko. Na szczęście na ich trafienia odpowiedzieli Samitier, Alcantara i Just. Barca zwyciężyła 3-2. W tym roku do klubowego muzeum trafił również inny puchar, ponieważ zawodnikom udało się obronić wywalczone wcześniej mistrzostwo Katalonii.
Kolejny rok był pechowy dla Węgra. Między słupkami jego miejsce zajął Llorens. To zasługą tego portero jest kolejny triumf na lokalnym podwórku. Platko w meczach o mistrzostwo Katalonii nie zagrał nawet przez minutę. W pierwszych dwóch spotkaniach o Puchar Króla (z Realem Murcją i Valencią) w bramce Barcy nadal stał Lorens. W rewanżach na swoje dawne miejsce wrócił Platko. Kolejny rywal – Betis nie był w stanie powstrzymać Barcelony. Co się nie udało Andaluzyjczykom udało się Baskom. Piłkarze Arenas Club de Getxo zrewanżowali się za finał sprzed dwóch lat i wyeliminowali Barcę.
Platko do spółki z Llorensem bronił bramki Blaugrany, w kolejnych mistrzostwach Katalonii. W rozgrywkach tych, podobnie jak w poprzednich latach, triumfowała Barca. Pierwsze mecze Pucharu Króla Platko oglądał z ławki. Wrócił na plac gry pierwszego kwietnia. Barca wygrała wówczas z Patrią 7-0. 6 spotkań w Copa del Rey, towarzyski mecz z reprezentacją Argentyny i węgierski bramkarz wrócił na ławkę rezerwowych. W pierwszym meczu finału Pucharu Króla bronił Platko. Mecz zakończył się remisem 1-1, głównie dzięki postawie węgierskiego bramkarza. Docenił to hiszpański poeta – Rafael Alberti, który napisał wiersz na cześć golkeapera Azulgrany. Drugie spotkanie zakończyło się wynikiem 1-1, ale odtąd w bramce stał Lorens. Na szczęście trzeci mecz przyniosło rozstrzygnięcie. 3-1 dla Barcy, a Platko mógł się czuć jednym z autorów sukcesu.
W 1928 r. powstała jedna z najlepszych lig świata – Primera División. Chętnych do zmagania się w nowych rozgrywkach było 10 drużyn, w tym oczywiście Barcelona. Początkowo między słupkami bramki Barcy stali Vidal i Uriach, ale już w 9. kolejce ich miejsce zajął Platko. W tym sezonie w La Liga rozegrał łącznie 9 spotkań. Blaugrana straciła w nich 4 bramki, a węgierski zawodnik walnie przyczynił się do zdobycia mistrzostwa Hiszpanii.
W kolejnym sezonie Węgier zagrał we wszystkich 10 spotkaniach o mistrzostwo Katalonii. 8 razy udało mu się zachować czyste konto, co bardzo pomogło w odzyskaniu utraconego na rzecz Espanyol, tytułu. Podczas ligowych potyczek Platko tylko siedmiokrotnie wybiegł na plac gry. Piłkarzom rywali udało się pokonać go 11-krotnie. W Copa del Rey Węgier nie zagrał nawet przez minutę. Platko nie widział większych szans na grę, nadszedł czas by opuścić Barcelonę. Zawodnik przeniósł się do jednego z najstarszych klubów świata – Recreativo Huelva (1889). W nowej drużynie Węgier znowu nie wytrwał zbyt długo. Brak sukcesów sprawił, że Platko postanowił zakończyć karierę piłkarską.

## Kariera trenerska
Rozbrat z piłką trwał bardzo krótko. Niemal od razu Węgier postanowił wrócić do futbolu i został członkiem sztabu trenerskiego francuskiej Bazylei. Po roku miał pod opieką drugoligowca – FC Mulhouse. Drużyna ligowe zmagania zakończyła na 10. miejscu.
Jak łatwo się domyślić wkrótce Węgier był już trenerem innego klubu. Choć jego nowi podopieczni, Racing Club Roubaix dotarli aż do finału Pucharu Francji, Platko po raz kolejny postanowił zmienić otoczenie.
Kolejną drużynę, do której trafił, znał świetnie. Spędził tu bardzo wiele czasu jako zawodnik. Nowym wyzwaniem była Barca. W „Dumie Katalonii” zastąpił Jacka Demby’ego. Węgier nie zagrzał zbyt długo w Blaugranie. Spędził tu tylko jeden sezon 1934–1935. Choć zdobył Mistrzostwo Katalonii musiał odejść, bo nie spełnił pokładanych w nim nadziei – drużyna ukończyła rozgrywki ligowe dopiero na 6. miejscu, a z Copa del Rey odpadła po dwumeczu z Levante.
„Obieżyświat” nie opuścił Półwyspu Iberyjskiego. Udał się do Portugalii, by popracować z zespołem mistrza kraju – FC Porto. Po krótkim okresie pracy wyjechał do USA, gdzie prowadził drużynę olimpijską USA, przygotowującą się do Igrzysk Olimpijskich w Berlinie. W tym samym roku ponownie otrzymał zaproszenie od Arsenalu Londyn, ale po raz drugi nie mógł uzyskać pozwolenia na pracę w Anglii. Platko przeniósł się do Rumunii, gdzie prowadził miejscowy klub Venus Bukareszt, zdobywając złote medale mistrzostw.
Niebawem nadeszła pora by znowu poszukać nowego pracodawcy. Tym razem z usług Węgra postanowili skorzystać działacze Cracovii. Potem Platko wrócił do Hiszpanii, gdzie przez dwa sezony prowadził klub Celta Vigo, który przez wojnę domową uczestniczył tylko w zawodach regionalnych. W 1939 Węgier przeniósł się do Ameryki Południowej. Jeszcze w tym samym roku został trenerem CSD Colo-Colo, z którym zdobył mistrzostwo.
Zdążyliśmy już poznać jego zamiłowanie do zmian otoczenia, więc nikogo nie zdziwi, że w kolejnym sezonie Platko został szkoleniowcem River Plate (według niektórych źródeł z Ferencem i Césarem). Po roku wrócił do CSD Colo-Colo, z którym po raz drugi wygrał ligę chilijską (1941).
W tym samym rozpoczął pracę, jako trener reprezentacji Chile. Na tym stanowisku wytrwał do 1945 r. Jako iż obowiązki selekcjonera nie pochłaniały mu całego czasu zdecydował się na równoległe prowadzenie innej drużyny. Oprócz kadry Chile Platko trenował też Magallanes, a później Wanderers.
Następnym klubem w karierze trenerskiej Platko jest po Boca Juniors (niektóre źródła podają, że prowadził je tak samo jak River Plate, do spółki z Ferencem i Césarem). W 1953 r. Węgier zdecydował się na powrót do CSD Colo-Colo, z którym po raz trzeci udało mu się zwyciężyć w lidze chilijskiej.
W sezonie 1955–1956 znowu zmienia klub i kontynent. Powraca na „stare śmieci”, by po raz drugi spróbować swych sił w Barcelonie. Drużynie nie udało się wywalczyć żadnego trofeum, ale za to ekipa ustanowiła rekord 10 zwycięstw w La Liga z rzędu. Dopiero pół wieku później udało się pobić to osiągnięcie. Barcelona zakończyła sezon na drugim miejscu, a w Pucharze Hiszpanii wyeliminował ją Espanyol. Platko musiał znowu opuścić Dumę Katalonii. Jego miejsce zajął Domènec Balmanya.
Platko nie był jedynym członkiem rodziny, który interesował się piłką. Wraz z nim, do Hiszpanii przyjechali jego bracia: Esteban i Carlos. Pierwszy z nich trenował Real Valladolid (1928–1931, 1934–1940), Granadę CF (1943–1945) i RCD Mallorca. Drugi prowadził Real Valladolid (1941–1943), Celtę Vigo (1944–1946), Gironę FC (1948–1949) i Sporting de Gijón.

## Sukcesy

### Sukcesy piłkarskie
MTK Budapest FC
- Mistrzostwo Węgier 1921/22

FC Barcelona
- Mistrzostwo Hiszpanii (1928/29)
- Superpuchar Hiszpanii (1924/25, 1925/26, 1927/28)
- Mistrzostwo Katalonii (1924/1925, 1925/1926, 1926/1927, 1927/1928, 1929/1930)

### Sukcesy trenerskie
FC Barcelona
- Mistrzostwo Katalonii (1934/35)

 CSD Colo-Colo
- Mistrzostwo ligi chilijskiej (1939, 1941[1], 1953)